# 亡波
亡波（?—?），汉朝句町国王。
亡波又作毋波，西汉时西南夷句町侯，汉武帝元鼎六年（前111年），亡波率部归附汉朝。汉昭帝始元元年（前86年），益州廉头、姑缯、牂柯谈指、同并二十四邑三万余人反汉。杀死长官，与官军相持三年多。亡波率军和当地民众，进击杀死反叛者，斩首捕虏，立有功勋，亡波率部从建水、通海北上，进击滇池地区；又从安宁、楚雄西进，攻占大理一带的叶榆、姑缯；通海成为毋波控制滇中和滇西地区的行政中心。汉昭帝始元五年（前82年），亡波被汉朝册封为句町王（治今云南省广南县）。
| 前任： — | 句町国王 前80年代 | 繼任： 句町王禹 |